# Harpactirella schwarzi
Harpactirella schwarzi är en spindelart som beskrevs av William Frederick Purcell 1904. Harpactirella schwarzi ingår i släktet Harpactirella och familjen fågelspindlar. Inga underarter finns listade i Catalogue of Life.